# Copa grega de bàsquet femenina
La Copa grega de bàsquet femenina és la competició de copa de bàsquet en categoria femenina que es disputa a Grècia.
Està organitzada per la EOK (Federació Hel·lènica de Bàsquet) i s'organitza des de la temporada 1985-86.

## Finals
| 1995–96 | Sporting Atenes                             | 98−56                                       | GAS Komotini                                | Ptolemaida                                  |                                             |                                             |
| 1996–97 | Apollon Kalamaria                           | 57−55                                       | Olympiacos Volos                            | Katerini                                    |                                             |                                             |
| 1997–98 | Thriamvos Atenes                            | 77−55                                       | Sporting Atenes                             | Atenes                                      |                                             |                                             |
| 1998–99 | Sporting Atenes                             | 48−44                                       | Thriamvos Atenes                            | Atenes                                      |                                             |                                             |
| 1999–00 | Panathinaikos                               | 74−72                                       | Apollon Ptolemaida                          | Serres                                      |                                             |                                             |
| 2000–01 | DAS Ano Liosia                              | 61−55                                       | Sporting Atenes                             | Volos                                       |                                             |                                             |
| 2001–02 | ANO Glyfada                                 | 72−68                                       | Megas Alexandros Salònica                   | Salònica                                    |                                             |                                             |
| 2002–03 | ANO Glyfada                                 | 66−56                                       | Megas Alexandros Salònica                   | Atenes                                      |                                             |                                             |
| 2003–04 | DAS Ano Liosia                              | 64−59                                       | Asteras Exarchia                            | Atenes                                      |                                             |                                             |
| 2004–05 | Sporting Atenes                             | 61−60                                       | DAS Ano Liosia                              | Atenes                                      |                                             |                                             |
| 2005–06 | Esperides Kallithea                         | 61−57                                       | Sporting Atenes                             | Atenes                                      |                                             |                                             |
| 2006–07 | Esperides Kallithea                         | 58−53                                       | MAS Kastoria                                | Volos                                       |                                             |                                             |
| 2007–08 | Esperides Kallithea                         | 67−53                                       | Apollon Ptolemaida                          | Véria                                       |                                             |                                             |
| 2008–09 | Esperides Kallithea                         | 70−58                                       | Palaio Faliro                               | Atenes                                      |                                             |                                             |
| 2009–10 | Athinaikos                                  | 87−39                                       | Nea Philadelfia/Nea Chalkidona              | Véria                                       |                                             |                                             |
| 2010–11 | Athinaikos                                  | 64−61                                       | Proteas Voula                               | Atenes                                      |                                             |                                             |
| 2011–12 | Athinaikos                                  | 57−50                                       | Esperides Kallitheas                        | Atenes                                      |                                             |                                             |
| 2012–13 | Proteas Voula                               | 52−50                                       | PAOK                                        | Volos                                       |                                             |                                             |
| 2013–14 | AE Sourmena El·liniko                       | 57−55                                       | Panathinaikos                               | Cos                                         |                                             |                                             |
| 2014–15 | AE Sourmena El·liniko                       | 46−42                                       | Anagennisi Neo Rysio                        | Atenes                                      |                                             |                                             |
| 2015–16 | Olympiakos Pireu                            | 63−60                                       | Panathinaikos                               | Lefkada                                     |                                             |                                             |
| 2016–17 | Olympiakos Pireu                            | 103−68                                      | Panionios                                   | Atenes                                      |                                             |                                             |
| 2017–18 | Olympiakos Pireu                            | 68−53                                       | PAOK                                        | Atenes                                      |                                             |                                             |
| 2018–19 | Olympiakos Pireu                            | 78−69                                       | Niki Lefkadas                               | Khanià                                      |                                             |                                             |
| 2019–20 | No finalitzada per la Pandèmia per COVID-19 | No finalitzada per la Pandèmia per COVID-19 | No finalitzada per la Pandèmia per COVID-19 | No finalitzada per la Pandèmia per COVID-19 | No finalitzada per la Pandèmia per COVID-19 | No finalitzada per la Pandèmia per COVID-19 |
| 2020–21 | No finalitzada per la Pandèmia per COVID-19 | No finalitzada per la Pandèmia per COVID-19 | No finalitzada per la Pandèmia per COVID-19 | No finalitzada per la Pandèmia per COVID-19 | No finalitzada per la Pandèmia per COVID-19 | No finalitzada per la Pandèmia per COVID-19 |
| 2021–22 | Olympiakos Pireu                            | 59−48                                       | Eleftheria Moskhato                         | Khanià                                      |                                             |                                             |
| 2022–23 | Panathinaikos                               | 66−61                                       | Eleftheria Moskhato                         | Ano Liosia                                  |                                             |                                             |
| 2023–24 | Panathinaikos                               | 87−62                                       | Esperides Kallithea                         | Càndia                                      |                                             |                                             |
| 2024–25 | Olympiakos Pireu                            | 59−51                                       | PAS Jànina                                  | Càndia                                      |                                             |                                             |

## Palmarès
| Club                 | Guanyador | Anys                               | Finalista |
| -------------------- | --------- | ---------------------------------- | --------- |
| Olympiakos Pireu     | 6         | 2016, 2017, 2018, 2019, 2022, 2025 | –         |
| Esperides Kallithea  | 4         | 2006, 2007, 2008, 2009             | 2         |
| Sporting Atenes      | 3         | 1996, 1999, 2005                   | 3         |
| Athinaikos           | 3         | 2010, 2011, 2012                   | –         |
| Panathinaikos        | 3         | 2000                               | 2         |
| DAS Ano Liosia       | 2         | 2001, 2004                         | 1         |
| ANO Glyfada          | 2         | 2002, 2003                         | –         |
| AE Sourmena Elliniko | 2         | 2014, 2015                         | –         |
| Thriamvos Atenes     | 1         | 1998                               | 1         |
| Proteas Voula        | 1         | 2013                               | 1         |
| Apollon Kalamaria    | 1         | 1997                               | –         |